# Johann Kowoll
Johann Kowoll (27 grudnia 1890 w Laurahütte – 1941(?) w ZSRR) – niemiecki działacz socjaldemokratyczny na Górnym Śląsku; od 1908 członek SPD, redaktor katowickiego pisma  „Kattowitzer Volkswille”; stały korespondent czasopism socjalistycznych w Niemczach i Austrii, poseł na Sejm Śląski I kadencji w II RP. 

## Życiorys
Po ukończeniu w 1905 r. szkoły ludowej pracował najpierw jako robotnik w hucie „Laurahiitte", następnie jako kantorzysta w fabryce, a następnie maszynista w zakładzie chemicznym. W 1906 wstąpił do Wolnych Związków Zawodowych, zaś w 1908 do Socjaldemokratycznej Partia Niemiec. Od 1914 objął funkcje kierownika Centralnego Związku Maszynistów i Palaczy na Górnym Śląsku, a następnie sekretarza w Wolnych Związkach Zawodowych. Z ramienia SPD był pełnomocnikiem Niemieckiego Komisariatu Plebiscytowego na Górnym Śląsku. 
W 1922 był organizatorem Partii Socjaldemokratycznej w Polsce (Sozialdemokratische Partei in Polens) łaczącej dotychczasowych działaczy SPD, USPD i SPO z Górne Śląska i Cieszyna. Od 1925 był współzałozycielem obejmującej całą Polskę Niemieckiej Socjalistycznej Partii Pracy w Polsce
W latach 1926–1939 przewodniczący okręgu górnośląskiego DSAP. Od 1922 do 1929 roku był posłem na Sejm Śląski. 
We wrześniu 1939 schronił się we wschodniej Polsce przed hitlerowcami. Po wybuchu wojny 1941 ewakuowany na wschód, gdzie zaginął po aresztowaniu .